# Bulbophyllum santoense
Bulbophyllum santoense là một loài phong lan thuộc chi Bulbophyllum.